# Otilie Malybrok-Stielerová
Otilie Malybrok-Stielerová (2. října 1836 Mnichov — 19. září 1913 Tegnersee, Bavorsko), vl. jm. Ottilie Kleinschrod, rozená Stieler, byla německá básnířka a překladatelka. S pomocí přátel (Bedřich Wachsmann, Karel Viala, Božena Marčanová) překládala texty českých písní, básně a operní libreta do němčiny a ve vlastní tvorbě se vyznávala z lásky k českému národu. Roku 1880 vyšla její zásluhou první sbírka českých národních písní v německém překladu. Svým úsilím o propagaci české poezie a hudby v Německu a zmírňování napětí mezi oběma národy si získala úctu české kulturní veřejnosti.

## Život
Narodila se 2. října 1836 v Mnichově jako nejmladší dcera J. Karla Stielera, dvorního malíře Ludvíka I. Bavorského; matka pocházela z Moskvy. Provdala se za W. Kleinschroda, vrchního dozorce generálního ředitelství bavorských železnic. I ten byl umělecky založený — u jeho otce, nadšeného příznivce kultury, se scházeli umělci a občas tam zavítal i bavorský král Ludvík.
Roku 1870 navštívila Prahu, kde se setkala s přítelem z mládí, který kdysi studoval na akademii v Mnichově (byl to Bedřich Wachsmann). Ten ji upozornil na krásu českých lidových písní. Z Prahy si domů odvezla slovník, mluvnici češtiny a sbírku Erbenových písní zhudebněných Martinovským. To jí ale k porozumění nestačilo, a tak hledala učitele češtiny. Jako první se nabídl dvorní barytonista Karl Viala, původem z Čech, znalec a milovník české lidové hudby. Mluvnici příliš neovládal (v dětství chodil do německých škol a většinu života strávil v Německu), ale sdílel s Otilií její nadšení a velmi ji povzbuzoval. Společně psali texty a překládali. Už od počátku se ale mezi nimi projevovaly názorové rozdíly: zatímco Viala tvořil vlastní texty (které rytmicky souzněly s hudbou, ale s původními slovy neměly nic společného), Otilie se snažila o věrný překlad.
Roku 1880 vydal německý skladatel Eduard von Welz v Kaulfussově nakladatelství v Lehnici deset českých národních písní s německým textem z překladu Malybrokové, první taková sbírka v Německu vůbec. Jméno překladatelky se tak poprvé dostalo na veřejnost a Umělecká beseda ji ocenila pochvalným dopisem.
Prostřednictvím Vialy se Malybroková seznámila s mladou Boženou Marčanovou (* 14. února 1861, † po r. 1936), která žila v Mnichově, byla v kontaktu s uměleckými kruhy a pomáhala tam místním Čechům. Obě dámy se spřátelily. Marčanová naučila Malybrokovou gramatiku a společně pak překládaly některá díla.
Malybroková se také seznámila s Františkem Pivodou a přeložila třicet písní z jeho sbírky Věnec pod názvem Aus Böhmen’s Gauen. Druhý díl Věnce pak obsahoval české i německé texty v jednom vydání.
Jan Ludevít Procházka, hudební ředitel v Hamburku, vydal r. 1882 Slovanské národní nápěvy (Slawische Volksweisen) a o dva roky později Národů hlasy (Völkerstimmen), k nimž Malybroková poskytla překlady. Recenze v berlínském časopise Fremndenblatt ocenila, že její překlad vzorně podává smysl originálu a poeticky jej ozařuje.
Během návštěv Prahy se u Josefa Hlávky seznámila s Jaroslavem Vrchlickým, Eliškou Krásnohorskou a Juliem Zeyerem. Krásnohorská překládala její vlastní verše do češtiny (vyznávala se v nich z lásky k českému národu, ukázka vyšla např. v časopise Zlatá Praha r. 1886) a informovala o ní českou veřejnost.
Malybroková přeložila také libreto k Dvořákově opeře Dimitrij, Dvořákovy písně a některé spisy Julia Zeyera (Vyšehrad, Z letopisů lásky, Olgert Gajstor, Příchod Čechův; vše společně s B. Marčanovou). Její překlad Smetanovy Prodané nevěsty slavil úspěch na mnichovské Dvorní opeře.
Za svou překladatelskou a propagační činnost ve prospěch české kultury si získala velkou přízeň a úctu české kulturní veřejnosti. Podle Elišky Krásnohorské se stala poslem spravedlnosti vůči slovanským národům a jedním z mála na německé straně, kdo usilují o příznivé vztahy s Čechy. Jan Neruda připomněl, že její činnost navazuje na dílo starších německých přátel, k nimž patřili Ida von Reinsberg-Düringsfeld, Josef Wenzig a Alfred Waldau.
Zemřela 19. září 1913 v Tegnersee. Na jejím pohřbu prohlásil místní farář a školní inspektor Voglmüller, že jí literární činnost bránila v řádném plnění domácích a křesťanských povinností; smuteční hosté pokládali tuto poznámku za nevhodnou a netaktní.

## Dílo
Publikovala pod pseudonymem Malybrok, což je překlad příjmení Kleinschrod do češtiny. Knižně vyšly mimo jiné překlady:
- Lyrische Gedichte und Uebertragungen nach böhmischer Kunst- und Volks-Poesie (1887)
- Vier Lieder : für eine Singstimme mit Clavierbegleitung (1888)
- Písně milostné = Liebeslieder : für eine Singstimme mit Begleitung des Pianoforte (1889, hudba: Antonín Dvořák)
- Vyšehrad : ein Cyclus epischer Dichtungen (1898), autor: Julius Zeyer)

## Příbuzenstvo
- Otec Joseph Karl Stieler (1781-1858) byl známý německý malíř-portrétista, činný u dvora krále Ludvíka I. Bavorského[3]
- Bratr Karl Stieler (1842-1885) byl německý básník[4]
- Bratr Eugen Stieler byl malíř, prezident mnichovského spolku umělců[4]